# Jens Stryger Larsen
Jens Stryger Larsen (født 21. februar 1991 i Sakskøbing) er en dansk fodboldspiller, der spiller i den svenske Allsvenskan klub Malmö FF.

## Karriere

### Brøndby IF
Jens Stryger Larsen fik superliga-debut for Brøndby IF 1. november 2009, da han startede inde mod FC Nordsjælland. Han opnåede 70 minuters spilletid, før han blev skiftet ud til fordel for Jan Kristiansen. Larsen spillede i løbet af sin første sæson i Brøndby en stadigt større rolle for klubben – særligt i foråret 2010, hvor han fik flere kampe – både fra start og som indskifter.
Larsen scorede sit første mål for Brøndby IF, da han bragte holdet foran 1-0 i udekampen mod AaB, den 25. juli 2010. En uge senere fulgte han op på scoringen mod AaB, da han blev matchvinder og Man Of The Match i 1-0-kampen mod FCM, den 1. august 2010.
Med den flotte indsats i 2010 blev han nomineret til 'Årets Talent' ved Dansk Fodbold Award Show 2010, en pris der dog endte med at gå til Christian Eriksen.

### FC Nordsjælland
Den 9. juli 2013 offentliggjorde FC Nordsjælland, at klubben havde sikret sig Jens Stryger Larsen transferfrit på en tre-årig aftale. Efter et år i klubben som fast spiller på klubbens førstehold, hvor det blev til 30 kampe i Superligaen, skiftede Stryger i sommeren 2014 til den østrigste klub FK Austria Wien.

### Austria Wien
Den 18. juni 2014 blev det offentliggjort at Stryger skiftede til FK Austria Wien på en fire-årig aftale.

### Udinese
I august 2017 skiftede han til den italienske serie A-klub Udinese Calcio, og i efteråret det følgende år forlængede parrene kontrakten, så den løber til sommeren 2022.
Trabzonspor
I juli 2022 skiftede han til den tyrkiske mesterklub, Trabzonspor.

## Landsholdskarriere
Stryger Larsen har spillet 45 kampe for forskellige ungdomslandshold. Han fik debut på A-landsholdet den 31. august 2016 mod Liechtenstein, hvor han blev skiftet ind i anden halvleg og scorede et mål i 5-0-sejren.
Stryger oparbejdede lidt af et ry som "garant" for, at Danmark ikke tabte, når han var med på holdet. Stimen blev først brudt, da Danmark tabte 0-1 til Finland i første kamp ved EM-slutrunden 2020 (afholdt i 2021); det var den kamp, hvor Christian Eriksen kollapsede kort før pausen. Stryger havde da spillet 36 landskampe uden nederlag. Han var med i alle kampe under denne slutrunde.